# Ротвілл (Міссурі)
Ротвілл (англ. Rothville) — селище (англ. village) в США, в окрузі Черітон штату Міссурі. Населення — 63 особи (2020).

## Географія
Ротвілл розташований за координатами 39°39′17″ пн. ш. 93°3′40″ зх. д. / 39.65472° пн. ш. 93.06111° зх. д. (39.654745, -93.061105).  За даними Бюро перепису населення США в 2010 році селище мало площу 0,51 км², з яких 0,51 км² — суходіл та 0,00 км² — водойми.

## Демографія
Згідно з переписом 2010 року, у селищі мешкало 99 осіб у 37 домогосподарствах у складі 29 родин. Густота населення становила 194 особи/км².  Було 47 помешкань (92/км²).
Расовий склад населення:
| - 99,0 % — білих |

До двох чи більше рас належало 1,0 %. Частка іспаномовних становила 3,0 % від усіх жителів.
За віковим діапазоном населення розподілялося таким чином: 31,3 % — особи молодші 18 років, 62,6 % — особи у віці 18—64 років, 6,1 % — особи у віці 65 років та старші. Медіана віку мешканця становила 33,2 року. На 100 осіб жіночої статі у селищі припадало 102,0 чоловіків;  на 100 жінок у віці від 18 років та старших — 88,9 чоловіків також старших 18 років.
Середній дохід на одне домашнє господарство  становив 35 779 доларів США (медіана — 31 250), а середній дохід на одну сім'ю — 37 180 доларів (медіана — 31 667). За межею бідності перебувало 42,7 % осіб, у тому числі 51,4 % дітей у віці до 18 років та 100,0 % осіб у віці 65 років та старших.
Цивільне працевлаштоване населення становило 55 осіб. Основні галузі зайнятості: мистецтво, розваги та відпочинок — 27,3 %, виробництво — 16,4 %, публічна адміністрація — 10,9 %, освіта, охорона здоров'я та соціальна допомога — 9,1 %.